# Blastammina
Blastammina es un género de foraminífero bentónico de la subfamilia Stegnammininae, de la familia Stegnamminidae, de la superfamilia Saccamminoidea, del suborden Saccamminina y del orden Astrorhizida. Su especie tipo es Blastammina polymorpha. Su rango cronoestratigráfico abarca el Silúrico.

## Discusión
Clasificaciones previas incluían Blastammina en la familia Psammosphaeridae, de la superfamilia Astrorhizoidea, así como en el suborden Textulariina del orden Textulariida.

## Clasificación
Blastammina incluye a las siguientes especies:
- Blastammina fenestrata †
- Blastammina haploida †
- Blastammina polyedra †
- Blastammina polymorpha †
  - Blastammina polymorpha var. tuberoidea †